# Lobus janssensi
Lobus janssensi là một loài ruồi trong họ Asilidae. Lobus janssensi được Martin miêu tả năm 1972. Loài này phân bố ở vùng nhiệt đới châu Phi.